# Fluorouracil
Fluorouracil (5-FU) (tên thương mại là Adrucil) đây là một loại thuốc được dùng trong việc điều trị bệnh ung thư.
Cơ chế hoạt động của thuốc này dựa vào sự ức chế không thuận nghịch enzyme thymidylate synthase. Đồng thời gây tổng hợp sai ở tế bào ung thư. Thuốc này thuộc nhóm chất chống chuyển hóa. Và là một chất tương đồng của pyrimidine.
Trong Danh sách thuốc thiết yếu của Tổ Chức Y tế Thế giới, đây là thuốc quan trọng có trong hệ thống chăm sóc sức khỏe cơ bản.